# Pierre Bayle

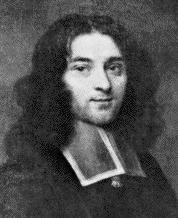
Pierre Bayle

Pierre Bayle (n. 18 noiembrie 1647, Carla-le-Comte, Midi-Pyrénées, Franța – d. 28 decembrie 1706, Rotterdam, Țările de Jos) a fost un filozof și scriitor francez.

## Biografie
Pierre Bayle s-a născut la Carla-le-Comte (astăzi Carla-Bayle), lângă Pamiers în Ariège, fiul unui modest pastor protestant. Tatăl i-a predat greaca și latina.
În 1669 intră la Universitatea iezuită de la Toulouse și se convertește la catolicism. După 17 luni revine la protestantism. Se refugiază la Geneva, unde studiază filozofia lui René Descartes în cadrul studiilor de teologie.
Combătând intoleranța regimului lui Ludovic al XIV-lea, atrage ura comunității creștine.

## Scrieri
- 1695-1697: Dictionnaire historique et critique. Considerat "cel mai covârșitor rechizitoriu alcătuit spre rușinea omenirii" (Paul Hazard)[16].

Sunt criticați regii care au adus nefericire supușilor lor, papii care au înjosit catolicismul prin patimile și ambițiile personale.

### Citate
"Alungați ignoranța și barbaria, veți elimina superstițiile și încrederea prostească a poporului, atât de fructuoasă pentru cârmuitorii lui, care abuzează de câștigul lor pentru se lăsa pradă lenei și dezmățului..."
"Dacă-i luminați pe oameni asupra acestei dezordini, le veți deschide pofta de a examina totul, vor iscodi și vor analiza atâta, încât nu vor mai găsi nimic care să le mulțumească biata lor rațiune".

## Concepții filozofice
Fiind urmaș spiritual al lui René Descartes și Pierre Gassendi, filozofia sa este în primul rând critică.
Respinge astrologia considerând-o "cea mai vană dintre imposturi", deoarece considera rațiunea ca fiind singura cale spre adevăr.
Pierre Bayle avea atitudine critică față de religie. Nu considera religia ca o premisă a moralității. De asemenea, revendica toleranța în numele rațiunii:
"Eu cred că ereticii trebuie tolerați căci ei nu ofensează pe nimeni și nici nu cred că fac vreun rău" și nu numai ei ci și evreii și mahomedanii. "Toleranța trebuie să fie generală".
Opera sa trebuie înțeleasă ca o contribuție la iluminism. Bayle a fost un sceptic.